# Roberto Pessi
Roberto Pessi (Roma, 30 aprile 1948) è un giurista e dirigente sportivo italiano.

## Biografia
Dal 15 settembre 2011 è Prorettore alla Didattica della LUISS "Guido Carli" di Roma, nonché Professore Ordinario di Diritto del Lavoro. È Presidente del Collegio di Conciliazione e Arbitrato dell'Ufficio del Lavoro della Sede Apostolica. È Presidente del Comitato Amministratore del “Fondo di solidarietà per il sostegno del reddito del personale già dipendente dall'Amministrazione autonoma dei Monopoli di Stato”.È componente del Comitato scientifico della “Fondazione Magna Carta”. Nel 1980 Pessi entra in Iri come vicedirettore centrale del personale. Qui collabora con il Presidente Sette, il Direttore Generale Zurzolo, il suo capo diretto Michele Tedeschi e si interfaccia con l'Intersind di Massacesi e di Peppino Capo, poi Direttore Generale di Assicredito. È stato direttore del personale della STET (giugno 1983 - ottobre 1986). Nel 2003 è chiamato sulla cattedra di Diritto del Lavoro della Facoltà di Giurisprudenza della Luiss. Ne diventa poi preside succedendo a Paola Severino (giugno 2007 - settembre 2011) nominata Prorettore Vicario (poi Ministro della Giustizia nel Governo Monti ed attuale Rettore dell'Università). Nel 2011 viene nominato Prorettore al la didattica dal Rettore Egidi e, poi, confermato nella carica dal Rettore Paola Severino nel 2016. È stato Vice Presidente Generale Vicario della Polisportiva S.S. Lazio, vice presidente della sezione calcio ed attuale presidente della sezione pallamano. È stato insignito dell'onorificenza di Grande Ufficiale della Repubblica Italiana nel 2002, e dell'onorificenza di Cavaliere di Gran Croce della Repubblica Italiana nel 2005.
Nel 2000, dopo essere stato uno sportivo dilettante (equitazione, vela, sci, golf) si trova a dover ricoprire il ruolo di dirigente sportivo. Viene chiamato da Capitalia a salvare la Lazio Calcio, a rischio di fallimento dopo il default del finanziere Sergio Cragnotti. Ne diventerà Vice presidente e contribuirà a salvarla dal fallimento. In quel periodo inizia anche il suo rapporto con la Lazio  Generale, la più grande polisportiva d'Europa. Ne diventerà vicepresidente, prima sotto la Presidenza di Renzo Nostini, poi di Antonio Buccioni, lasciando l'incarico nel 2016. In questo periodo sarà anche presidente della S.S. Lazio Pallamano, sino al 2017, che porterà dalla serie C alla serie A.

## Pubblicazioni
1. Il contratto di lavoro nella giurisprudenza, Padova, 1975;
2. L'Assemblea nei luoghi di lavoro, Milano 1976 (tradotta e pubblicata in Spagna e Venezuela nel 1980);
3. La partecipazione dei lavoratori alla gestione delle imprese, Rimini, 1980;
4. Attività sociali e culturali in azienda. L'art 11 dello Statuto dei lavoratori, Milano, 1981;
5. Autonomia collettiva e governo del conflitto, Napoli, 1988;
6. Contributo allo studio della fattispecie lavoro subordinato, Milano, 1989;
7. Previdenza pubblica e previdenza integrativa, Roma, 1989;
8. Solidarietà e mutualità nel Diritto della previdenza sociale, Napoli, 1989;
9. Principi fondamentali del sistema di sicurezza sociale in America Latina, Roma, 1990;
10. La previdenza complementare nella Comunità Europea, in italiano ed in inglese, Milano, 1992, con Paola Olivelli;
11. Il sistema previdenziale europeo (a cura di), Padova, 1993;
12. La riforma del sistema previdenziale (a cura di), Padova, 1995;
13. Letture di Diritto del lavoro, Torino, 1996;
14. La riforma delle pensioni e la previdenza complementare (a cura di), Padova, 1997;
15. La previdenza complementare (a cura di), Padova, 1999;
16. Lezioni di Diritto della previdenza sociale, Padova, 2000 (9ª ediz. 2016);
17. Lezioni di Diritto del lavoro, Padova, 2005 (7ª ediz. 2016);
18. I problemi del Diritto del lavoro: proposte per un inventario, Padova, 2007;
19. Diritto del lavoro: bilancio di un anno tra bipolarismo e concertazione, Padova, 2008;
20. Valori e regole costituzionali, Padova, 2009;
21. Europa e concertazione. Modelli a confronto (a cura di), Padova, 2009;
22. Ordine giuridico ed economia di mercato, Padova, 2010;
23. Codice commentato di Diritto del lavoro (a cura di), Torino, 2011;
24. Jobs Act e licenziamenti, Torino, 2015, con Pisani, Proia, Vallebona;
25. Ammortizzatori sociali e politiche attive del lavoro (a cura di, insieme a G. Sigillò Massara), Torino, 2017;
26. Le criticità costituzionali del diritto del lavoro, Bari, 2018.